# كاستيخون دي فالديخاسا
بلدية كاستيخون دي فالديخاسا (بالإسبانية: Castejón de Valdejasa) هي بلدية تقع في مقاطعة سرقسطة التابعة لمنطقة أراغون شمال شرق إسبانيا.

## الديموغرافيا
بلغ عدد سكان بلدية كاستيخون دي فالديخاسا 274 نسمة عام 2011 (وفقاً للمعهد الوطني الإسباني للإحصاء).
| 351 | 342 | 330 | 302 | 289 | 290 | 274 |